# 럼블 (기업)
럼블(Rumble)은 온타리오주 토론토에 본사를 두고 플로리다주 롱보트 키에 미국 본사를 두고 있는 온라인 비디오 플랫폼, 웹 호스팅, 클라우드 서비스 기업이다. 캐나다의 기술 기업가인 크리스 파블롭스키(Chris Pavlovski)가 2013년에 설립했다. 럼블의 클라우드 서비스 사업은 트루스 소셜을 호스팅하며, 비디오 플랫폼은 미국 우익 및 극우 사용자들 사이에서 인기가 있다. 럼블은 "알트테크"(alt-tech)로 설명되었다.